# Plastic padding
Plastic Padding uppfanns 1956 av Gösta Ericsson. Första produkten var Kemisk Metal, senare tillkomSuper Epox. Idag består sortimentet av ett 100-tal produkter. Plastic Padding säljs i Norden och Storbritannien, samt Irland. Företaget ingår sedan 1998 i kemiföretaget Henkel.